# Qatar Airways
Qatar Airways Company Q.C.S.C. (în arabă الخطوط الجوية القطرية, transliterat: al-Qaṭariyya), care operează ca Qatar Airways, este transportatorul de pavilion din Qatar. Cu sediul central în Qatar Airways Tower din Doha, compania aeriană operează o rețea hub-and-spoke, care zboară către peste 170 de destinații internaționale pe cinci continente de la baza sa de la Aeroportul Internațional Hamad. Compania aeriană operează în prezent o flotă de peste 200 de aeronave. Grupul Qatar Airways are peste 43.000 de angajați. Transportatorul este membru al alianței Oneworld din octombrie 2013, iar sloganul oficial al companiei a fost „Going Places Together” din 2015.